# Марки випущені на підтримку України

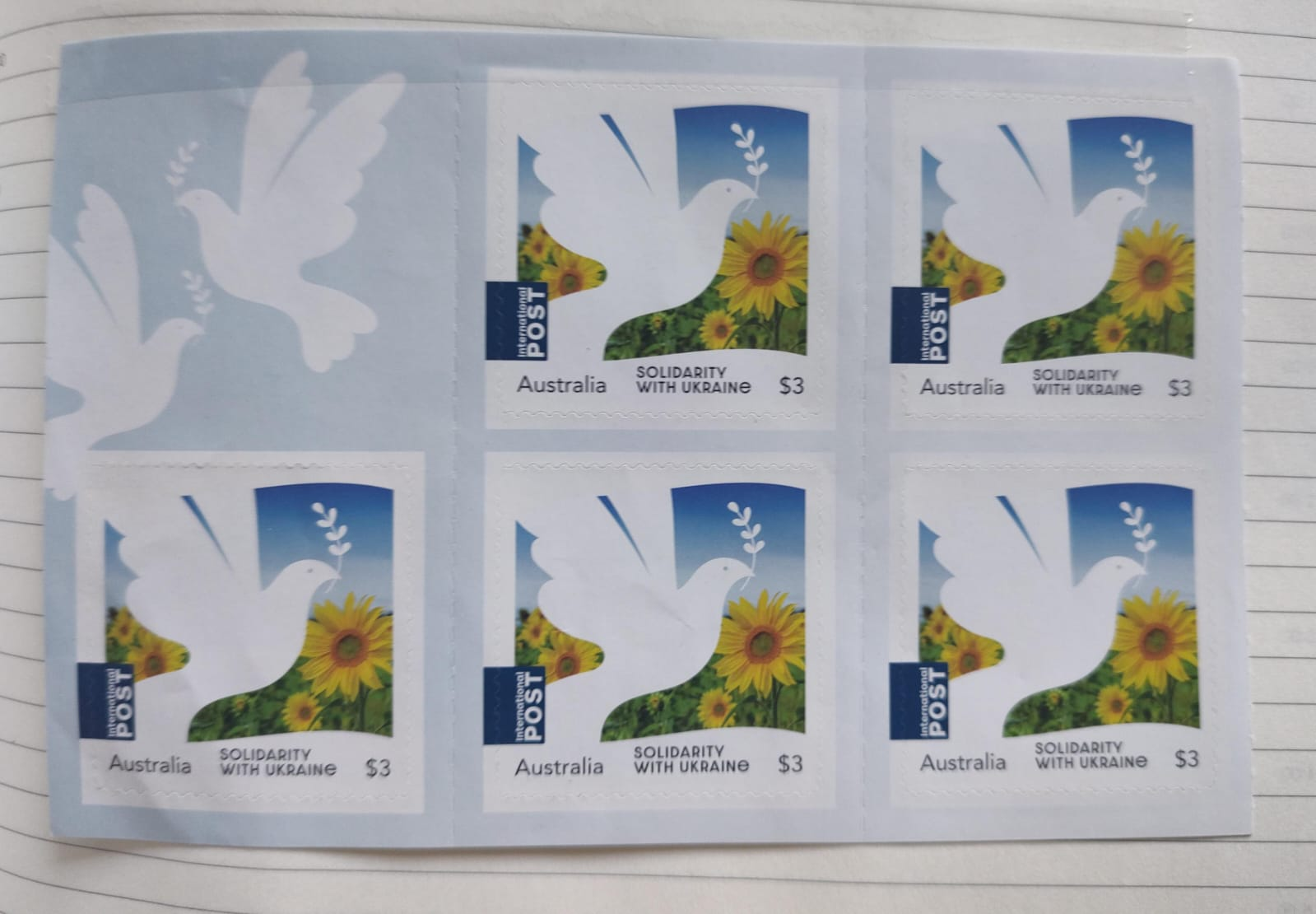
Поштова марка, випущена Австралією на підтримку України у серпні 2024 року

Починаючи з 24 лютого 2022 року, після початку російського вторгнення в Україну, багато країн випустили поштові марки на підтримку України частина з яких були поштово-благодійними. У травні 2022 року журнал Forbes порахував, що було випущено як мінімум 44 таких марки, загальний наклад яких міг перевищувати 4 мільйони екземплярів, а їхня загальна вартість – 2 мільйони доларів США, з яких 1 мільйон мав бути направлений на підтримку України.
5 квітня 2023 року «Укрпошта», відкрила філателістичну виставку «Солідарність з Україною» у Київському головпоштамті, на якій були представлені марки 15 поштових операторів світу, які були випущені на підтримку України після початку повномасштабної росіїйської агресії. У відкритті виставки взяли участь заступник Міністра закордонних справ України Євген Перебийніс, а також посли та представники дипломатичних корпусів Латвії, Естонії, Польщі, Австрії, Хорватії, Чехії, Іспанії, Литви, Франції, Канади, Словаччини, Португалії, а також очільники пошт Литви та Латвії. На відкритті виставки Генеральний директор Укрпошти Ігор Смілянський зазначив, що це вперше в історії, коли в головпоштамті презентували не українські марки, а іноземні, при цьому одразу з 15 країн.
У серпні 2024 року зазначена виставка за сприяння Укрпошти, Пошти Хорватії (Hrvatska pošta) та Міністерства закордонних та європейських справ Хорватії відкрилась у Національній й університетській бібліотеці Загреба.
Випуск марок на підтримку України поштовими багатьма операторами іноземних країн став одним з небагатьох подібних прикладів у світовій історії.

## Список
- 10 березня 2022 року, першою в світі, блок марок і спеціальний конверт на підтримку України випустила Латвія[9].
- 24 березня 2022 року марку «Слава Україні!» на підтримку України випустила Естонія[10].
- 25 березня 2022 р. Poczta Polska (Пошта Польщі) випустила поштову марку й конверт «Ми з вами!»[11].
- 31 березня 2022 року марку на підтримку України випустила Австрія[12].
- 12 квітня 2022 року марку на підтримку України випустила Хорватія[13].
- 19 квітня 2022 року марку на підтримку України випустила Пошта Молдови (Poșta Moldovei)[14].
- 6 травня 2022 року Пошта Литви (Lietuvos paštas) ввела в обіг поштову марку «Ukrainos laisvės gynėjams» («Захисники української свободи»). Дизайн марки було обрано за результами спеціального конкурсу, організованого Поштою Литви. У конкурсі перемогла дизайнерка Егле Кірлите з творчої агенції «Автори» (Autoriai). Тираж марки 40 тисяч екземплярів, половина коштів з продажу марки була направлена на допомогу Україні[15].
- 9 травня 2022 року марку на підтримку України випустила Чехія (Česká pošta)[16].
- 11 травня 2022 року Пошта Люксембургу (Post Luxembourg) випустила дві персоналізовані марки «Peace» («Мир») однакового дизайну з різним номіналом на підтримку України[17]. Зібрані від продажу марок 25 тисяч євро були передані одній з благодійних організацій, яка допомогала біженцям з України[18].
- 19 травня 2022 року Пошта Канади (Canada Post) ввела в обіг поштову марку з додатковим номіналом «Допомога Україні», взявши за основу зображення із соняшником, який є одним з національних рослинних символів України. Канада вперше в своїй історії випустила поштову марку на підтримку іншої країни, яка потребує гуманітарної допомоги[19].
- 30 травня 2022 року Пошта Іспанії (Correos) випустила поштову марку «Іспанія з Україною» на підтримку України[20][21][22].
- 23 червня 2022 року Пошта Франції (La Poste) під час філателістичної виставки Paris Philex представила благодійний поштовий випуск «Об'єднані в українській кризі»[23].
- 16 вересня 2022 року Пошта Словаччини (Slovenská Pošta) представила поштову марку «Солідарність з Україною».[24][25]
- 27 вересня 2022 року марку солідарності з Україною презентувала Пошта Португалії (Correios de Portugal). Поштова марка містить написи португальською та українською мовами «Solidários com o Povo Ucraniano» — «Солідарні з українським народом»[26][27] Пошта Португалії направила кошти від продажу цих марок на відбудову центру психологічної реабілітації в Бородянці[28].
- 7 листопада 2022 року Пошта Італії (Poste Italiane) представила поштовий випуск «Profughi dell'Ucraina» («Біженці з України»), висловивши таким чином свою підтримку українським біженцям[29].
- 27 липня 2023 року Пошта Італії випустила ще чотири благодійні марки на підтримку України, зібрані кошти від продажу яких були направлені на гуманітарну підтримку України[30]:
  - «Церкви Києва» (художниця — Катерина Липовка);
  - «Маріупольський театр» (художник — Сергій Сметанкін);
  - «Львівська площа» (художник — Юрій Бандера);
  - «Одеський порт» (художник — Святослав Скоробогатов).
- Марки було випущено за ініціативи Міністра з економічного розвитку Італії Адольфо Урсо[31] після проведення художнього конкурсу[32].
- 11 вересня 2023 року Пошта Франції випустила ще одну поштову марку «Conseil de l'Europe — Unis pour l'Ukraine»[33], на якій зображено стріт-арт на підтримку України відомого французького художника Крістіана Гемі (С215), виконаниний ним на одному з будинків у Парижі[34].
- 22 вересня 2024 року марку на підтримку України випустила Пошта Австралії (Australia Post)[35][36]. Марку, на якій зображено голуба миру та соняхи представив Посол України в Австралії Василь Мирошниченко та Генеральний директор Пошти Австралії Пол Грем[37].
- Крім цього протягом 2022-2023 років велику кількість марок на підтримку України випустила Сьєрра-Леоне, зокрема марки «Володимир Зеленський»[38], «Слава Україні», «Папа Франциск молиться за Україну», а також серії: «Пожежники-герої України», «Селебріті за Україну», «Полковник Оксанченко», «Військові літаки України». Проте, для цієї країни це швидше спосіб заробити, оскільки Сьєрра-Леоне відома як країна, яка випускає марки спеціально для ринку колекціонерів[39].
- У 2022 році марки на підтримку України також випускала пошта Центральноафриканської Республіки, зокрема із затонулим російським крейсером «Москва»[40] проте, як і у випадку Сьєрра-Леоне, це швидше був спосіб заробити на популярній темі.